# Kokrhel menší
Kokrhel menší (Rhinanthus minor) je nižší hemiparazitická, žlutě kvetoucí rostlina, jeden z mnoha druhů poloparazitického rodu kokrhel.

## Výskyt
Místem původu této byliny je Evropa, kde vyjma nejjižnějších oblastí je poměrně hojně rozšířena a Severní Amerika. Tam původní populace vyrůstají současně se s populacemi druhotně zavlečenými z Evropy.
Na území České republiky roste hojně a poměrně rovnoměrně. Dává přednost půdám vlhkým, slabě kyselým, bohatým na humus ale na živiny poměrně chudým. Vyrůstá na loukách, pastvinách, okolo lesů a také kolem cest, vzácně jako i plevel v pěstovaných zemědělských plodinách. V podmínkách České republiky se kokrhel menší nejčastěji vyskytuje ve svazu Arrhenatherion, kde je považován za diagnostický druh.
Vytváří tzv. sezónní ekotypy, tzn. že jinak vypadají rostliny vyrůstající na jaře a jinak na podzim. Časné typy mají menší počet lodyžních článků a bývají větvené málo nebo vůbec ne a rostou více na vlhkých pozemcích, u podzimních je tomu naopak.

## Popis
Jednoletá, poloparazitická rostlina se slabým jednoletým kořenem rozmnožující se výhradně semeny.

### Listy
Přímá čtverhranná lodyha vysoká 10 až 40 cm bývá rozvětvená ve vstřícné, přímé větve které jsou roztroušeně chlupaté nebo zcela lysé a lesklé, často jsou svisle fialově čárkované. Jsou porostlé vstřícnými, přisedlými, krátce chlupatými listy úzce eliptickými až kopinatými, okraje často ohrnutých čepelí jsou pilovité. Výše nad listy vyrůstají širší, trojhranné, tupě špičaté, hluboce pilovité zelené listeny které mají někdy hnědý, červený nebo fialový nádech.

### Květy
Květy rostou jednotlivě v úžlabí listenů a vytvářejí v počtu 8 až 12 krátké jednostranné hroznovité květenství, které bývá v dolní části řídké a v horní hustější.
Zelený, elipsovitý, ze stran zmačknutý 4zubý vytrvalý kalich, dlouhý 6 až 9 mm, je lysý a jen po okrajích krátce chlupatý. Zlatožlutá pyskatá koruna je dlouhá 10 až 15 mm, má skoro rovnou trubku a je téměř z poloviny objatá kalichem. Horní pysk s dvěma krátkými bělavými nebo namodralými cípy je vyklenutý a dolní 3laločný pysk je od něho oddálen, takže ústí koruny je otevřené.

### Opylení
Dvojmocné tyčinky s nitkami přirostlými ke koruně nesou prašníky, které jsou vždy dva a dva na tyčinkách stejně dlouhých k sobě přiblíženy svými otvory tak, že se pyl z nich může vysypávat až obě tyčinky od sebe oddálí hmyz hodlající sát nektar vylučovaný žlázou pod semeníkem. Ze svrchního semeníku na dlouhé, nazpět ohnuté čnělce ční blizna. Nebyl-li během otevření květu přenesen na bliznu cizí pyl (převážně čmeláky), čnělka se před zavřením květu narovná až se blizna dostane do polohy pod prašníky a pyl se na ní vysype, dojde k samoopylení. Kokrhel menší kvete hlavně v květnu a červnu.

### Plody
Plodem jsou zploštělé, pouzdrosečně se poltící dvoupouzdré, chrastící tobolky zasunuté do vytrvalých, nafouklých kalichů. Četná plochá semena mají blanitou obrubou sloužící jako křídlo. Vysypávání zralých semen nastává za příhodného větru který navíc rozkýve nadmutý kalich a napomáhá tak zanést semena dále od mateřské rostliny.

## Rozmnožování
Kokrhel menší se rozmnožuje pouze generativně, tj. semeny. Mladé rostlinky vyrůstající ze semene vyklíčivšího v zemi vypouštějí nejprve svůj drobný hlavní kořen. Teprve z něj postupně vyrůstají postranní kořínky na kterých se, když se setkají s kořeny jiné rostliny, vyvinou skoro průsvitné přísavné bradavičky, haustoria. Ta vrostou do cévních svazků kořene parazitované rostliny. Semena snesou přeschnutí a mohou přezimovat i mimo vlhkou půdu, podržují si klíčivost po několik let.
Hostitelskými rostlinami jsou druhy z rozličných čeledí, nejčastěji z bobovitých a lipnicovitých, dále z hluchavkovitých, hvězdnicovitých, mořenovitých aj. Na málo vhodném druhu poloparazit míň prospívá a méně mu redukuje biomasu (neškodí tolik). Svého hostitele potřebuje k získávání anorganických živin, slouží mu jako náhražka vlastních kořenů. Může však růst i bez něho, ovšem za cenu nižší vitality a snížené schopnosti se rozmnožit.

## Význam
V minulosti byl kokrhel menší leckde považován za plevelnou rostlinu. V současnosti, kdy roste převážně mimo obdělávaná pole a způsobované škody jsou minimální, je obvykle v přírodě trpěn. Jeho likvidace na loukách a pastvinách je celkem jednoduchá. Posečením louky v době jeho kvetení se téměř celá roční generaci vyhubí a v dalších létech jich vyroste minimum, v době dozrávání semen se naopak zajistí jejich dobré rozptýlení pro další roky.
Kokrhel patří mezi slabě jedovaté rostliny, obsahuje toxickou sloučeninu aukubin, která má tlumivý účinek na centrální nervovou soustavu.

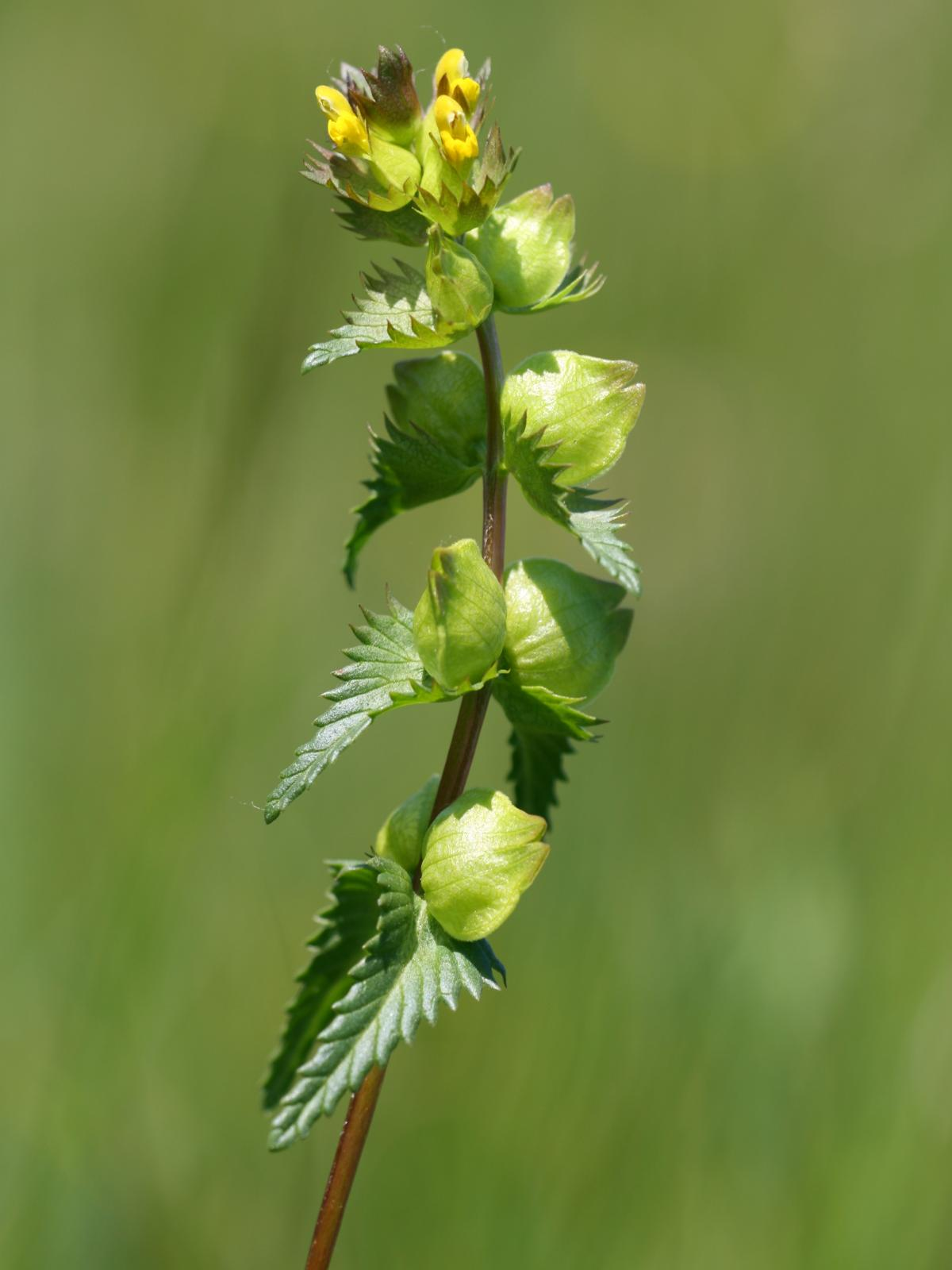
Klas květů s palisty
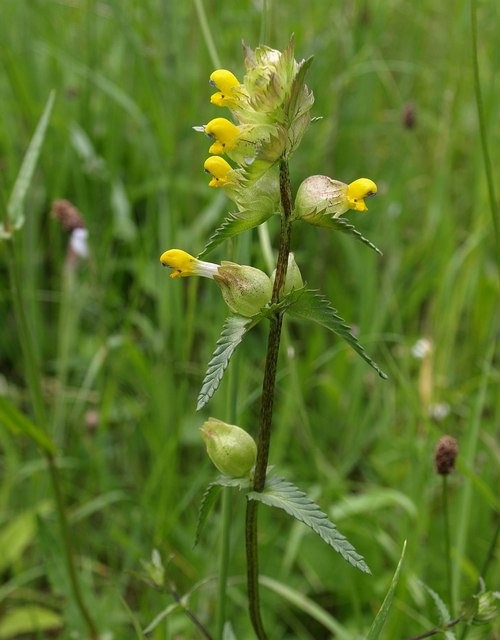
Žluté koruny ční ze zelených kalichů
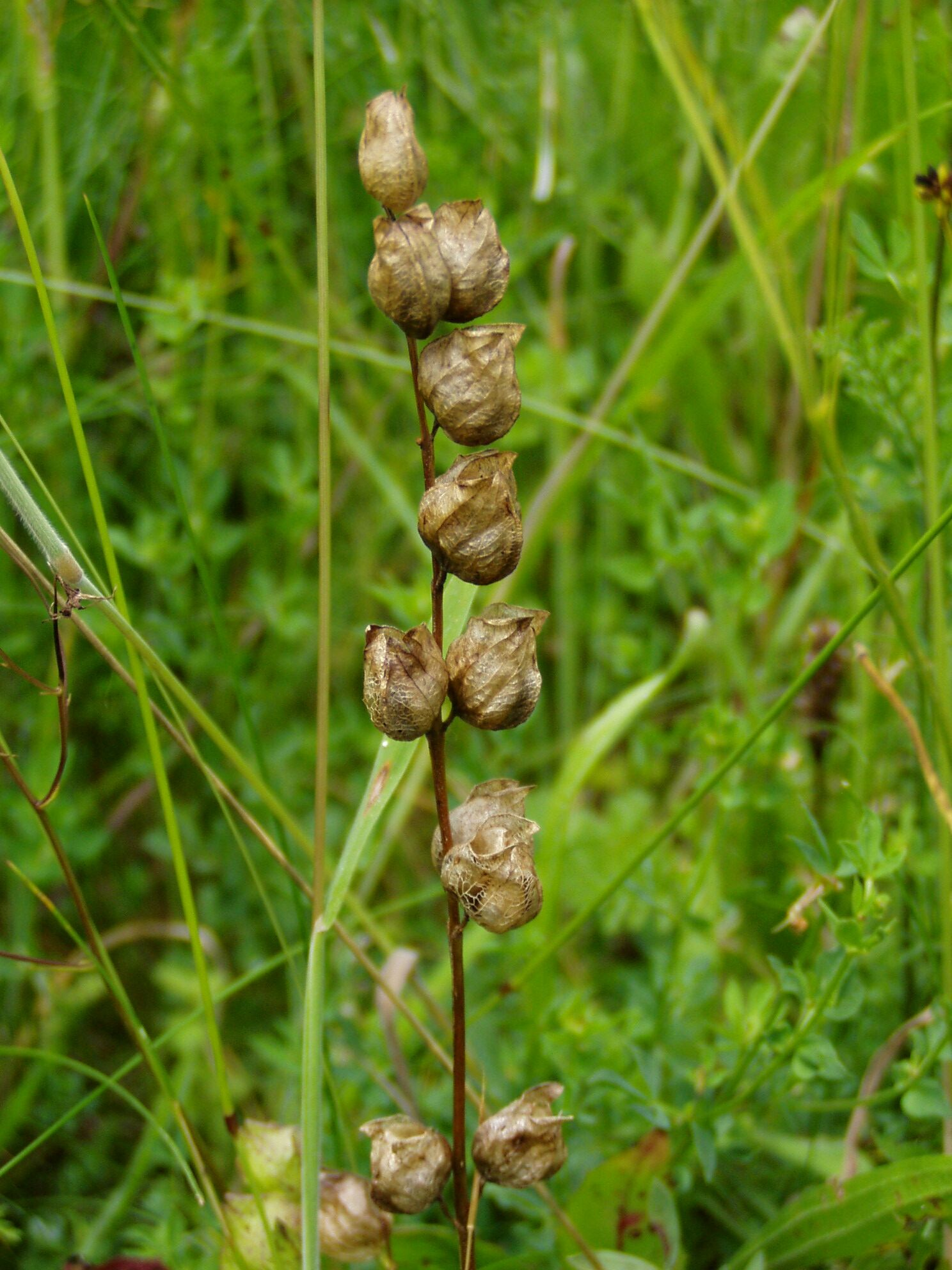
Zralé tobolky se semeny
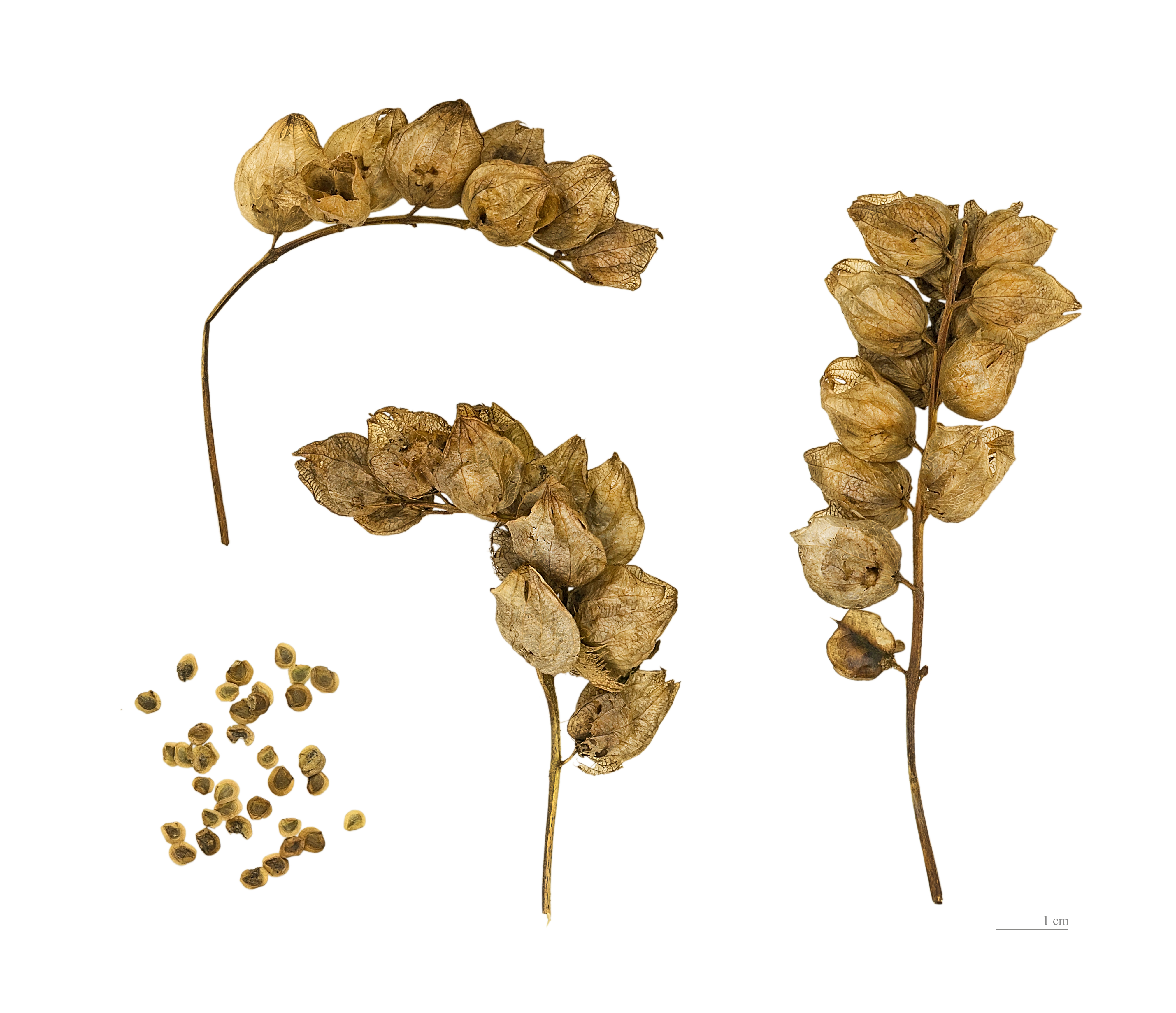
Zralé tobolky se semeny